# Volta ao Distrito de Santarém 2007
La Volta ao Distrito de Santarém 2007, undicesima edizione della corsa e seconda con questa denominazione, valida come evento del circuito UCI Europe Tour 2007 categoria 2.1, si svolse su quattro tappe dal 15 al 18 marzo 2007 da Fátima a Santarém su un percorso totale di circa 577,3 km. Fu vinta dal sudafricano Robert Hunter, che terminò la gara con il tempo di 13 ore 24 minuti e 33 secondi alla media di 43,05 km/h.
Al traguardo di Santarém 141 ciclisti completarono la gara.

## Tappe
| Tappa  | Data     | Percorso                                       | km    | Vincitore di tappa | Leader cl. generale |
| ------ | -------- | ---------------------------------------------- | ----- | ------------------ | ------------------- |
| 1ª     | 13 marzo | Fátima > Torres Novas                          | 206,5 | Javier Benitez     | Javier Benitez      |
| 2ª     | 14 marzo | Abrantes > Cartaxo                             | 187   | Robert Hunter      | Robert Hunter       |
| 3ª     | 15 marzo | Alpiarça > Alpiarça - (cronometro individuale) | 17,8  | Martín Garrido     | Robert Hunter       |
| 4ª     | 16 marzo | Golegã > Santarém                              | 166   | Javier Benitez     | Robert Hunter       |
| Totale | Totale   | Totale                                         | 577,3 |                    |                     |

## Squadre e corridori partecipanti
| N.    | Cod. | Squadra                          |
| ----- | ---- | -------------------------------- |
| 1-8   | RB3  | Rabobank Continental Team        |
| 11-18 | BTL  | Bouygues Télécom                 |
| 21-28 | GST  | Gerolsteiner                     |
| 31-38 | COF  | Cofidis, le Crédit par Téléphone |
| 41-48 | EUS  | Euskaltel-Euskadi                |
| 51-58 | TSL  | Team Slipstream                  |
| 61-68 | ELK  | Elk Haus-Simplon                 |
| 71-78 | AGR  | Agritubel                        |
| 81-88 | BAR  | Barloworld                       |
| 91-98 | KGZ  | Karpin-Galicia                   |

| N.      | Cod. | Squadra                     |
| ------- | ---- | --------------------------- |
| 101-108 | SLB  | Benfica                     |
| 111-118 | RIB  | Riberalves-Boavista         |
| 121-128 | MAI  | LA Aluminos-MSS             |
| 131-138 | BHL  | Barbot-Halcon               |
| 141-148 | DUJ  | Duja-Tavira                 |
| 151-158 | ASC  | Vitoria-ASC                 |
| 161-168 | LSE  | Liberty Seguros Continental |
| 171-178 | MAD  | Madeinox-Bric-A.R. Canelas  |
| 181-188 | FRM  | Fercase-Rota Dos Mòvies     |

## Dettagli delle tappe

### 1ª tappa
- 13 marzo: Fátima > Torres Novas – 206,5 km

Risultati
| Pos. | Corridore      | Squadra       | Tempo    |
| ---- | -------------- | ------------- | -------- |
| 1    | Javier Benitez | Benfica       | 5h12'01" |
| 2    | Robert Hunter  | Barloworld    | s.t.     |
| 3    | Tom Veelers    | Rabobank Con. | s.t.     |

| Pos. | Corridore      | Squadra       | Tempo    |
| ---- | -------------- | ------------- | -------- |
| 1    | Javier Benitez | Benfica       | 5h11'51" |
| 2    | Robert Hunter  | Barloworld    | a 4"     |
| 3    | Tom Veelers    | Rabobank Con. | a 6"     |

### 2ª tappa
- 14 marzo: Abrantes > Cartaxo – 187 km

Risultati
| Pos. | Corridore     | Squadra       | Tempo    |
| ---- | ------------- | ------------- | -------- |
| 1    | Robert Hunter | Barloworld    | 4h12'50" |
| 2    | Chris Sutton  | Cofidis       | s.t.     |
| 3    | Rony Martias  | Bouygues Tél. | s.t.     |

| Pos. | Corridore      | Squadra       | Tempo    |
| ---- | -------------- | ------------- | -------- |
| 1    | Robert Hunter  | Barloworld    | 9h24'31" |
| 2    | Javier Benitez | Benfica       | a 7"     |
| 3    | Rony Martias   | Bouygues Tél. | a 16"    |

### 3ª tappa
- 15 marzo: Alpiarça > Alpiarça – Cronometro individuale - 17,8 km

Risultati
| Pos. | Corridore      | Squadra       | Tempo  |
| ---- | -------------- | ------------- | ------ |
| 1    | Martín Garrido | Duja-Tavira   | 21'56" |
| 2    | Robert Hunter  | Barloworld    | a 8"   |
| 3    | Lars Boom      | Rabobank Con. | a 19"  |

| Pos. | Corridore      | Squadra       | Tempo    |
| ---- | -------------- | ------------- | -------- |
| 1    | Robert Hunter  | Barloworld    | 9h46'35" |
| 2    | Martín Garrido | Duja-Tavira   | a 13"    |
| 3    | Lars Boom      | Rabobank Con. | a 34"    |

### 4ª tappa
- 16 marzo: Golegã > Santarém – 166 km

Risultati
| Pos. | Corridore      | Squadra    | Tempo    |
| ---- | -------------- | ---------- | -------- |
| 1    | Javier Benítez | Benfica    | 3h38'01" |
| 2    | Hugo Sabido    | Barloworld | s.t.     |
| 3    | Pablo Urtasun  | Liberty S. | s.t.     |

| Pos. | Corridore      | Squadra       | Tempo     |
| ---- | -------------- | ------------- | --------- |
| 1    | Robert Hunter  | Barloworld    | 13h24'33" |
| 2    | Martín Garrido | Duja-Tavira   | a 16"     |
| 3    | Lars Boom      | Rabobank Con. | a 37"     |

## Classifiche finali

### Classifica generale
| Pos. | Corridore            | Squadra        | Tempo     |
| ---- | -------------------- | -------------- | --------- |
| 1    | Robert Hunter        | Barloworld     | 13h24'33" |
| 2    | Martín Garrido       | Duja-Tavira    | a 16"     |
| 3    | Lars Boom            | Rabobank Con.  | a 37"     |
| 4    | Javier Benitez       | Benfica        | a 42"     |
| 5    | Xavier Tondó         | LA Aluminos    | a 54"     |
| 6    | Héctor Guerra        | Liberty S.     | a 58"     |
| 7    | Hugo Sabido          | Barloworld     | s.t.      |
| 8    | Santos González      | Karpin Galicia | s.t.      |
| 9    | Rik Verbrugghe       | Cofidis        | a 59"     |
| 10   | Alejandro M. Marques | Madeinox       | a 1'02"   |

### Classifica a punti
| Pos. | Corridore      | Squadra       | Punti |
| ---- | -------------- | ------------- | ----- |
| 1    | Javier Benitez | Benfica       | 55    |
| 2    | Robert Hunter  | Barloworld    | 52    |
| 3    | Bruno Neves    | LA Aluminos   | 27    |
| 4    | Hugo Sabido    | Barloworld    | 23    |
| 5    | Rony Martias   | Bouygues Tél. | 23    |

### Classifica scalatori
| Pos. | Corridore        | Squadra      | Punti |
| ---- | ---------------- | ------------ | ----- |
| 1    | Celio Sousa      | Riberalves   | 8     |
| 2    | Sérgio Sousa     | Madeinox     | 5     |
| 3    | Torsten Hiekmann | Gerolsteiner | 5     |
| 4    | Javier Benítez   | Benfica      | 3     |
| 5    | Pedro Cardoso    | LA Aluminos  | 3     |

### Classifica giovani
| Pos. | Corridore         | Squadra       | Tempo     |
| ---- | ----------------- | ------------- | --------- |
| 1    | Lars Boom         | Rabobank Con. | 13h25'10" |
| 2    | Tom Leezer        | Rabobank Con. | a 25"     |
| 3    | Tom Stamsnijder   | Gerolsteiner  | a 46"     |
| 4    | Bauke Mollema     | Rabobank Con. | a 52"     |
| 5    | Dennis van Winden | Rabobank Con. | a 56"     |

### Classifica a squadre
| Pos. | Squadra                   | Tempo     |
| ---- | ------------------------- | --------- |
| 1    | Team Barloworld           | 40h16'26" |
| 2    | Rabobank Continental Team | a 4"      |
| 3    | Duja-Tavira               | a 8"      |
| 4    | Team Gerolsteiner         | a 14"     |
| 5    | Cofidis                   | a 28"     |